# Pseudemoia rawlinsoni
Pseudemoia rawlinsoni — вид сцинкоподібних ящірок родини сцинкових (Scincidae). Ендемік Австралії. Вид названий на честь австралійського герпетолога Пітера Алана Роулінсона (1942–1991).

## Поширення і екологія
Pseudemoia rawlinsoni нерівномірно поширені на південному сході Австралії, від південного сходу Південної Австралії до півдня Вікторії, на високогір'ях Великого Вододільного хребта від північного сходу Вікторії до південного сходу Нового Південного Уельсу, а також на північному сході Тасманії та на острові Кейп-Баррен у Бассовій протоці. Вони живуть на болотах, по краях озер, в солончаках та на заболочених сттумках, густо порослих рослинністю. Є живородними, народжують від 4 до 8 дитинчат.